# Eugeniusz Janczarski
Eugeniusz Roman Janczarski (ur. 1 czerwca 1933 w Ściborzycach, zm. 9 września 2022 w Krośnie) – polski inżynier rolnictwa, działacz partyjny i państwowy, w latach 1977–1982 wiceprezydent Krakowa i z urzędu wicewojewoda krakowski.

## Życiorys

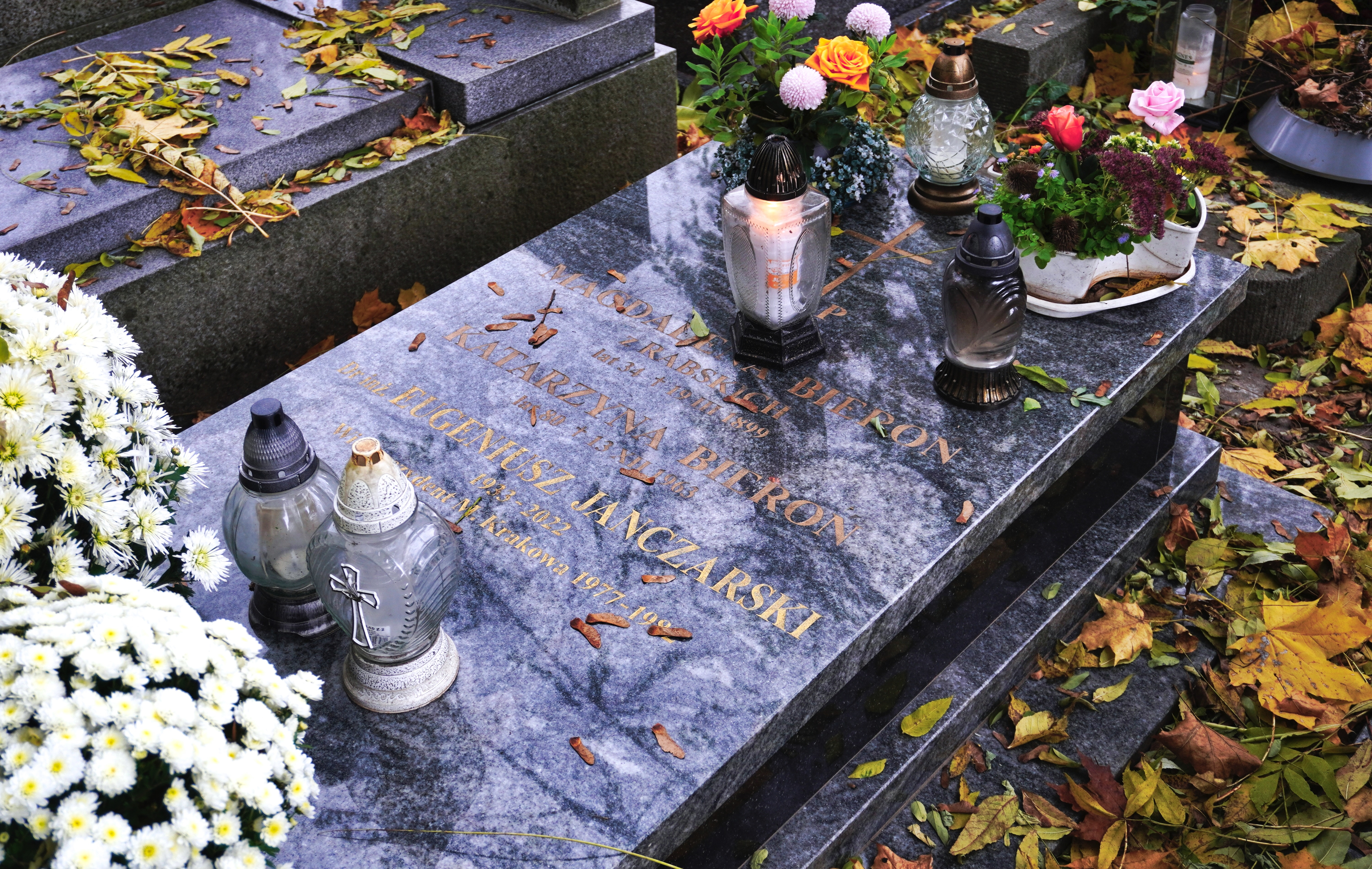
Grób Eugeniusza Janczarskiego na Cmentarzu Rakowickim w Krakowie

Syn Romana i Genowefy. Ukończył studia inżynierskie, uzyskał stopień doktora inżyniera (w dziedzinie agronomii i inżynierii rolniczej). Autor publikacji dotyczących m.in. oświaty rolniczej. Wstąpił do Polskiej Zjednoczonej Partii Robotniczej. Od 1970 do 1972 był zastępcą kierownika, a następnie pracownikiem Wydziału Rolnego Komitetu Wojewódzkiego PZPR w Krakowie; w 1979 został zastępcą członka Komitetu Krakowskiego PZPR. W latach 1973–1978 zajmował stanowisko wiceprezydenta Krakowa i z urzędu wicewojewody krakowskiego. Był w tym okresie także prezesem Krakowskiego Zarządu Związku Ochotniczej Straży Pożarnej. Później pełnił kolejno funkcje: członka Komisji Rolnej Komitetu Krakowskiego PZPR, wicedyrektora krakowskiego oddziału Centralnego Ośrodka Oświaty i Postępu w Rolnictwie oraz szefa Biura Rady Nauki i Techniki Makroregionu Południowo-Wschodniego w Urzędzie Miasta Krakowa.
Został pochowany na Cmentarzu Rakowickim.